# Dreverna (řeka)
Dreverna je krátká řeka ústící do Kuršského zálivu v západní Litvě. Nachází se na území vesnice Dreverna v seniorátu Priekulė (Priekulės seniūnija) v okrese Klaipėda v Klaipėdském kraji v Přímořské nížině (Pajurio žemuma).

## Další informace
Dreverna má současnou délku toku 2,2 km a plochu povodí 120 km². V současnosti je počátek řeky odtokem z vodního kanálu Vilémův kanál (Vilhelmo kanalas nebo Klaipėdos kanalas) v osadě Strykis, který patří do povodí řeky Němen (Nemunas). První písemná zmínka o řece pochází z roku 1253. Horní tok řeky je napřímen a začleněn do Vilémova kanálu a původní délka a tvar řeky se změnil. Dreverna je také bývalým ramenem delty řeky Nemunas (Němen). U řeky funguje již téměř 300 let známý rybí trh ve Strykis a na řece je také přístav Dreverna, kemp Dreverna a rozhledna Dreverna.

## Galerie

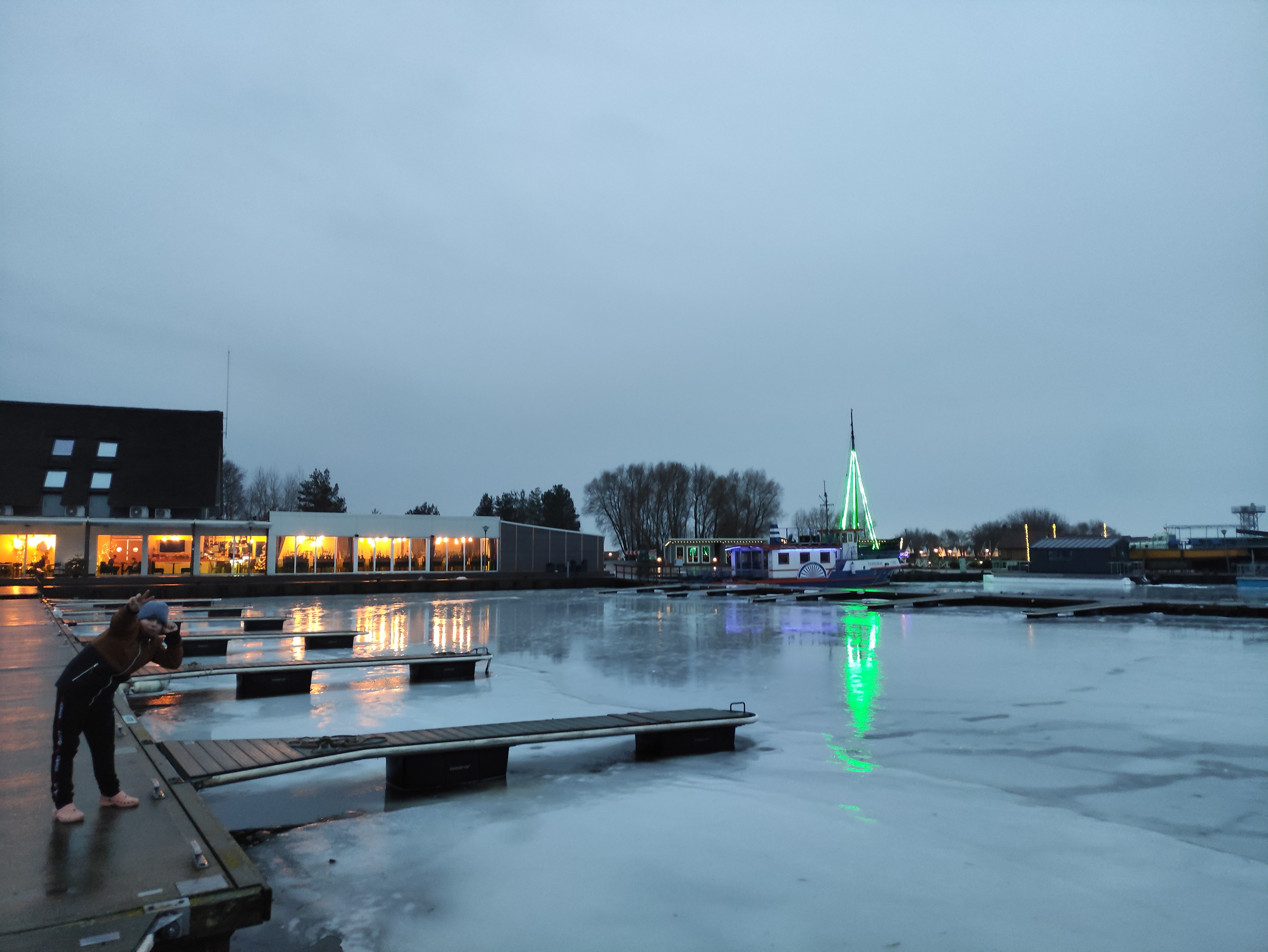
Přístav u ústí řeky Dreverna
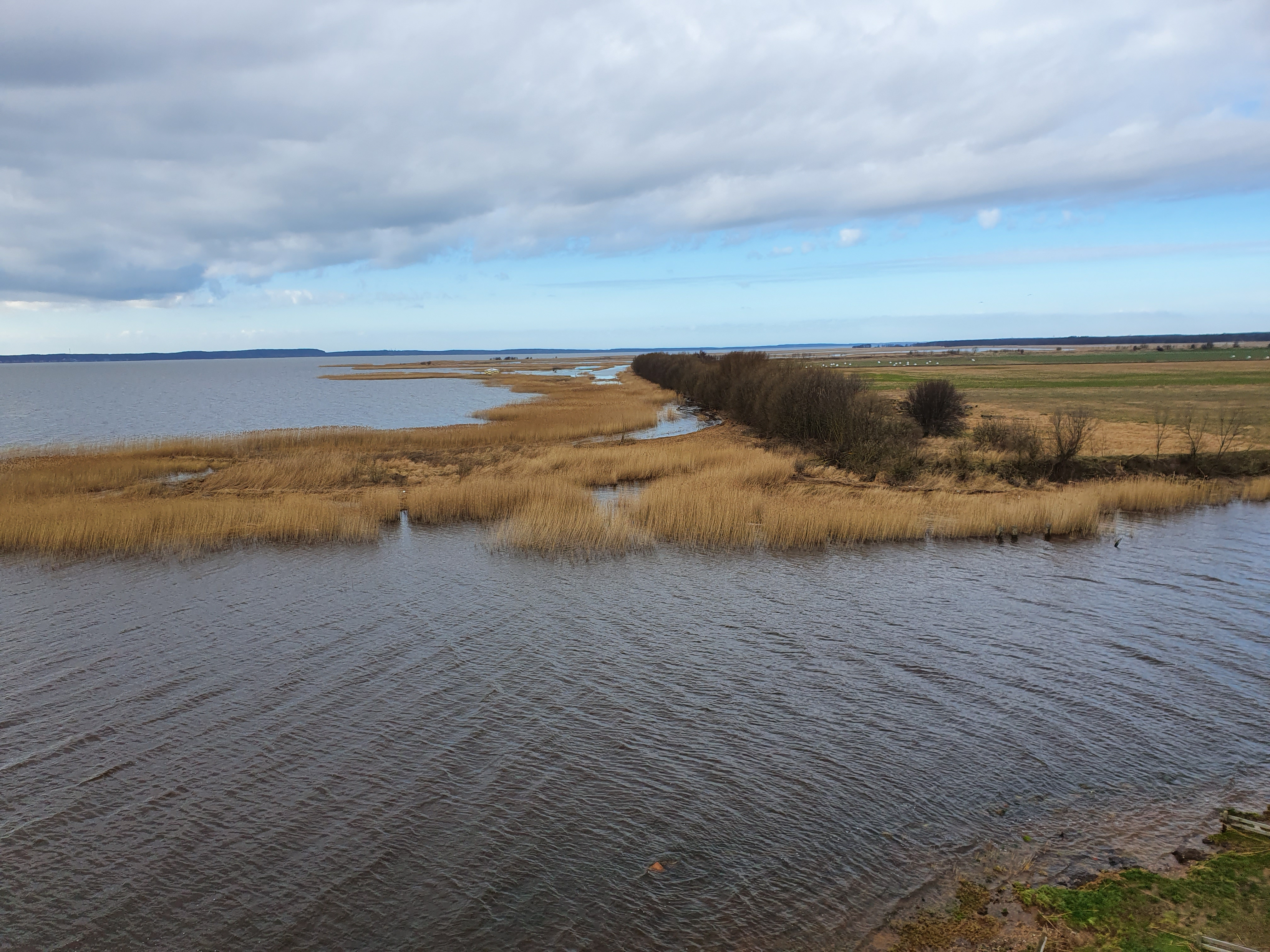
Ústí řeky Dreverna do Kuršského zálivu
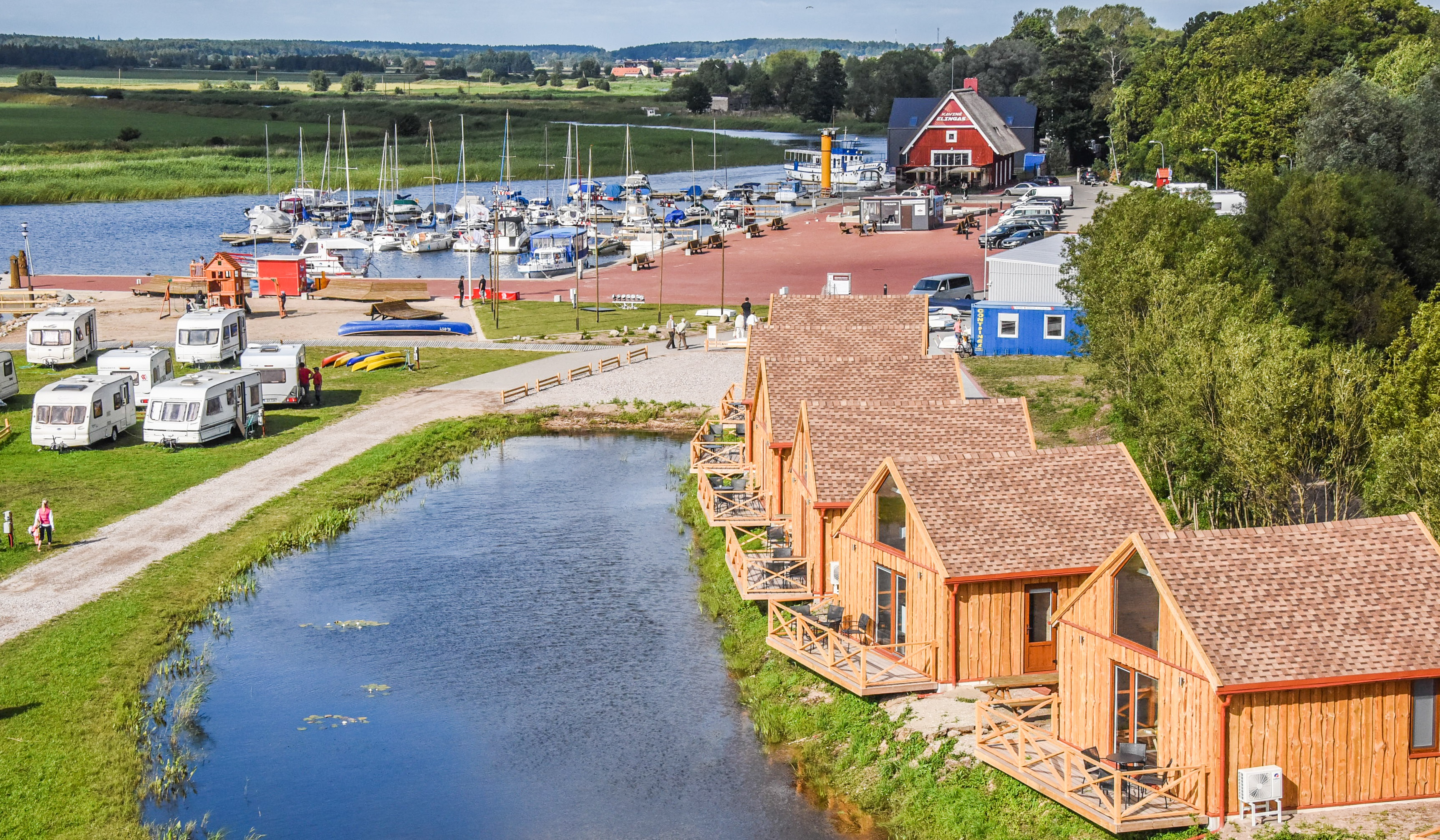
Přístav a kemp u ústí řeky Dreverna (pohled z rozhledny Dreverna)